# سیارک ۲۵۴۰۲
سیارک ۲۵۴۰۲ (به انگلیسی: 25402 Angelanorse، نامگذاری:1999VA27) بیست و پنج هزار و چهارصد و دومین سیارک کشف شده‌است که در ۳ نوامبر ۱۹۹۹ کشف شد.
قدر مطلق سیارک برابر ۹.۸ است.